# Escape Plan
 (décembre 2018).
Si vous disposez d'ouvrages ou d'articles de référence ou si vous connaissez des sites web de qualité traitant du thème abordé ici, merci de compléter l'article en donnant les références utiles à sa vérifiabilité et en les liant à la section « Notes et références ».
Escape Plan est un jeu vidéo de réflexion développé par Fun Bits et édité par Sony Computer Entertainment, sorti le 22 février 2012 sur PlayStation Vita. Une version sur PlayStation 4 est attendue pour le 29 novembre 2013.

## Développement
Fun Bits a sorti trois extensions pour le jeu : La Station Souterraine, L'Asile et La Version du Réalisateur.
Le jeu sort le 29 novembre 2013 sur PS4 lors du lancement européen de la console, il profitera de la fonction Cross-Buy avec la version PS Vita.